# Ladislav Volešák
Ladislav Volešák (* 7. April 1984 in Prag) ist ein tschechischer Fußballspieler.

## Vereinskarriere
Volešák begann mit dem Fußballspielen bei Slovan Hradištko, wechselte aber schon bald zu Sparta Prag. Den Sprung vom Junioren- in den Herrenbereich schaffte er beim erfolgreichsten tschechischen Klub, abgesehen von Einsätzen in der B-Mannschaft, nicht und wurde im Sommer 2004 an den FK Mladá Boleslav ausgeliehen. Nach nur einem halben Jahr kehrte er zu Sparta zurück, wurde aber erneut ausschließlich im B-Team eingesetzt, das in der 2. Liga spielte.
In der Saison 2006/07 war der Mittelfeldspieler an Dynamo České Budějovice ausgeliehen, wo er regelmäßig zum Einsatz kam und sechs Tore schoss. Im Sommer 2007 wechselte er zu Spartas Erzrivalen Slavia Prag. Gleich in seinem Debüt für die Rot-Weißen erzielte Volešák ein Tor. Anfang 2010 wechselte Volešák leihweise zu Dynamo České Budějovice, zur Saison 2010/11 wurde er vom 1. FC Slovácko verpflichtet.